# Michaił Bogusławski
Michaił Sołomonowicz Bogusławski (ros. Михаил Соломонович Богуславский, ur. 13 maja 1886 we wsi Kriukowo w guberni połtawskiej, zm. 1 lutego 1937 w Moskwie) – radziecki polityk.
Od 1904 związany z ruchem socjaldemokratycznym, w 1905 wstąpił do Socjalistycznej Żydowskiej Partii Robotniczej, kilkakrotnie aresztowany. Od 1912 przewodniczący miejskiej kasy chorych w Krzemieńczuku, od 1917 członek SDPRR(b), w 1917 zastępca przewodniczącego Rady Krzemieńczuckiej. Od lutego 1918 ludowy sekretarz finansów Ukraińskiej Republiki Ludowej, w latach 1918-1919 przewodniczący Komitetu Wykonawczego Rady Miejskiej w Woroneżu, w 1919 sekretarz Wszechukraińskiego Centralnego Komitetu Wykonawczego (CIK). Od września 1919 sekretarz Zarządu Politycznego Rewolucyjnej Rady Wojskowej Republiki, od grudnia 1919 zastępca przewodniczącego Charkowskiego Komitetu Rewolucyjnego, od grudnia 1919 do maja 1920 sekretarz charkowskiego gubernialnego komitetu KP(b)U, od maja 1920 szef Wydziału Politycznego Głównego Zarządu Politycznego Ludowego Komisariatu Komunikacji Drogowej RFSRR, w latach 1920-1921 przewodniczący KC Związku Drukarzy, w latach 1921-1922 członek Moskiewskiego Komitetu Miejskiego RKP(b) i członek Prezydium Rady Miejskiej w Moskwie. Od 1922 do lutego 1924 zastępca przewodniczącego Moskiewskiej Rady Miejskiej, w 1924 zastępca przewodniczącego Głównego Zarządu Ubezpieczenia Państwowego, od 1 września 1924 do grudnia 1927 przewodniczący Małej Rady Komisarzy Ludowych RFSRR. 18 grudnia 1928 wykluczony z WKP(b), od 1928 zastępca przewodniczącego Syberyjskiej Krajowej Komisji Planowania, w 1930 przywrócono mu członkostwo w partii. Od 1932 do sierpnia 1936 szef budowy nowosybirskich zakładów sprzętu górniczego. Związany z trockistami.
U progu wielkiej czystki 5 sierpnia 1936 aresztowany przez NKWD. Podsądny w pokazowym drugim procesie moskiewskim przed Kolegium Wojskowym Sądu Najwyższego ZSRR.  30 stycznia 1937 skazany na śmierć, następnego dnia rozstrzelany. Ciało skremowano w krematorium na Cmentarzu Dońskim, prochy pochowano anonimowo.